# 科隆 (普圖馬約省)

科隆（西班牙語：Colón），是哥倫比亞的城鎮，位於該國南部普圖馬約省，距離莫科阿90公里，面積102平方公里，海拔高度2,229米，始建於1916年5月10日，主要經濟活動是農業和畜牧業，2005年人口4,198。
1°11′25″N 76°58′26″W / 1.19028°N 76.97389°W